# Muhlenbergia asperifolia
Muhlenbergia asperifolia là một loài thực vật có hoa trong họ Hòa thảo. Loài này được (Nees & Meyen) Parodi mô tả khoa học đầu tiên năm 1928.

## Hình ảnh

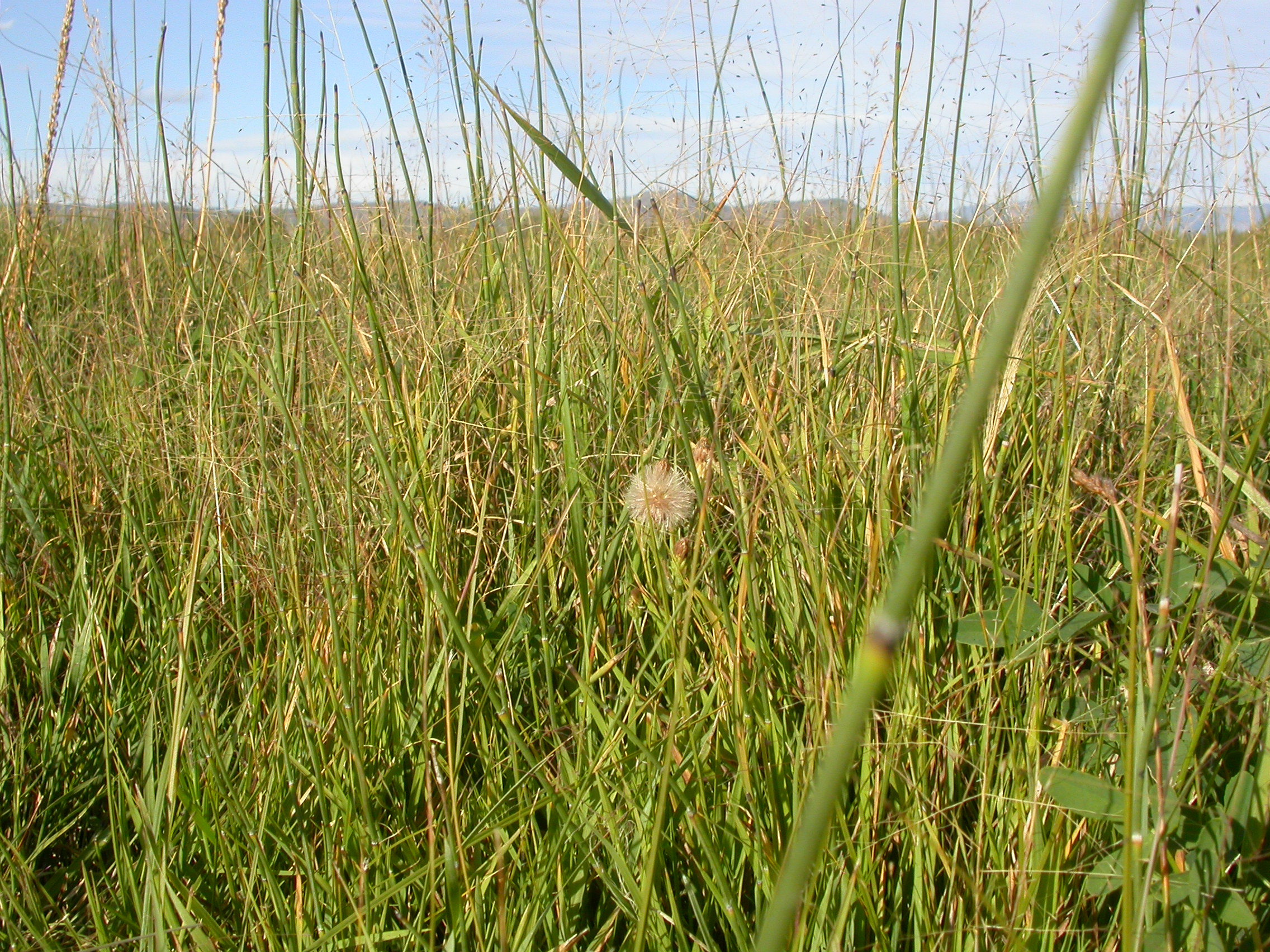
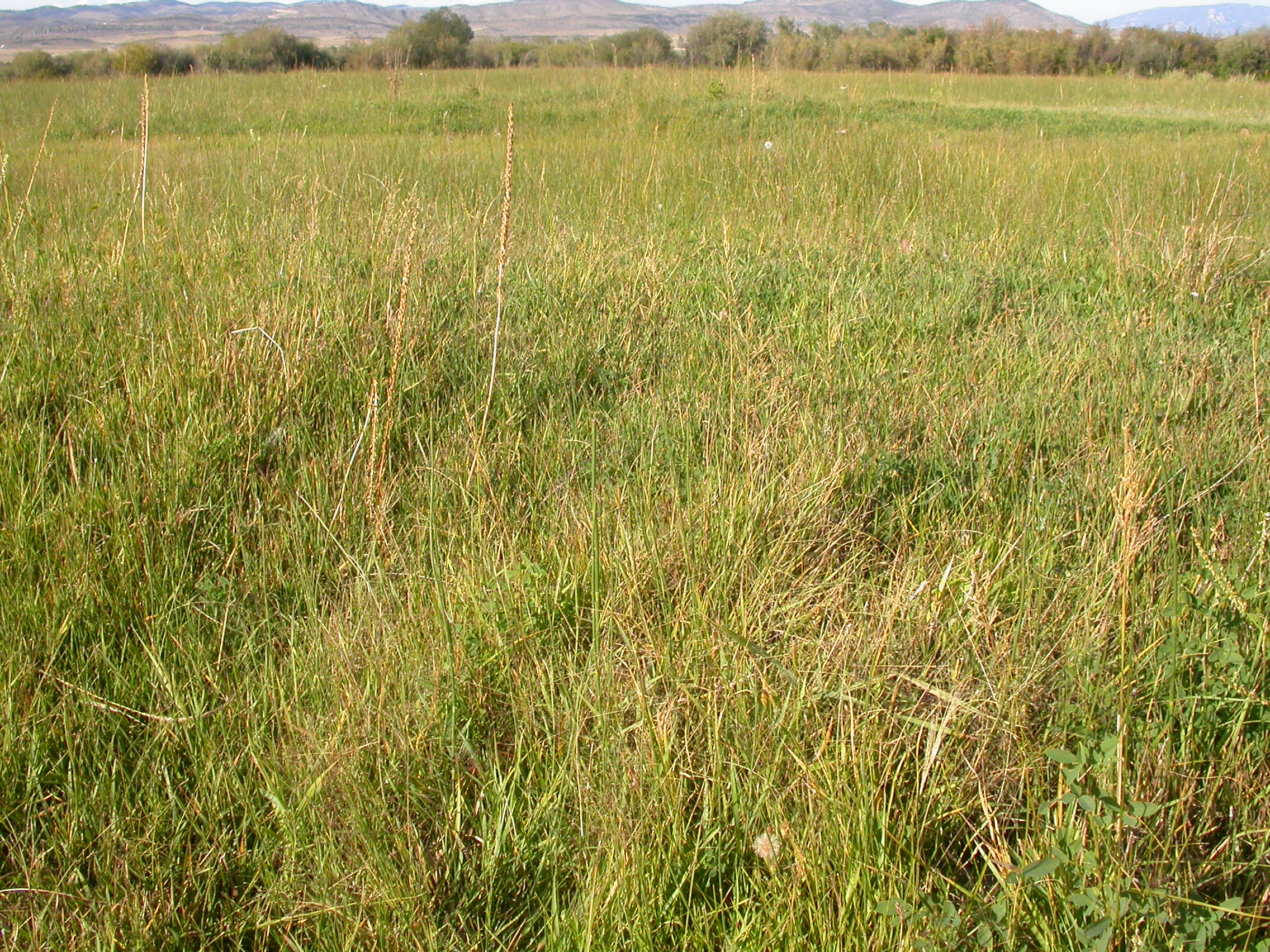
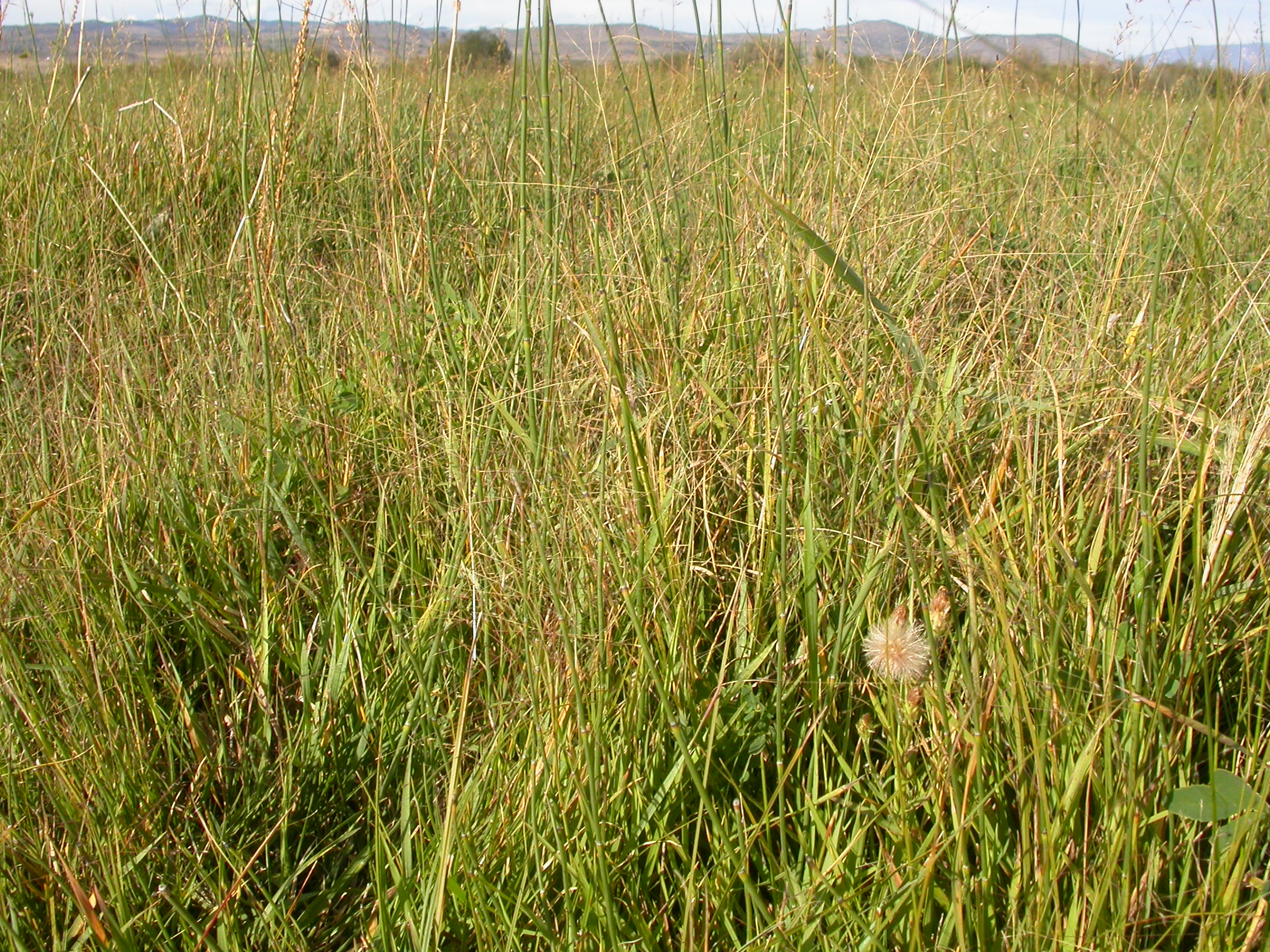
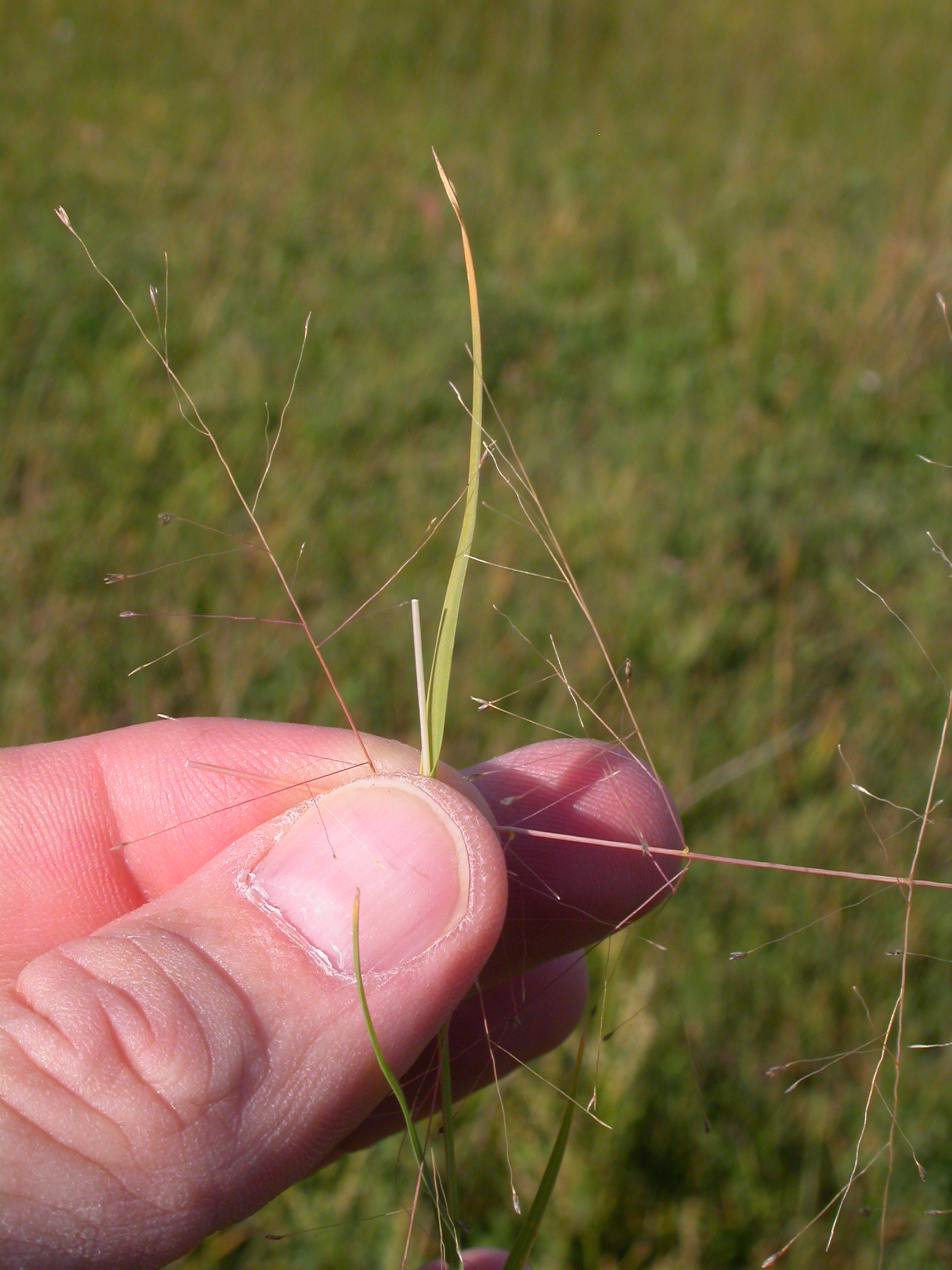